# 高知中央高等学校
高知中央高等学校（こうちちゅうおうこうとうがっこう）は、高知県高知市大津に所在する私立高等学校である。
構内に高知シティエフエムラジオ放送がある。

## 概要
- 1963年 - 開校。
- 2005年 - 校歌「僕らの学び舎」が 新しく採用される（高知県出身のシンガーソングライター矢野絢子が作詞作曲）。
- 2007年
  - 女子バレーボール部が春高バレー初出場（ベスト16）。
  - サッカー部が全国高校サッカー選手権初出場。国立競技場での開幕戦で東京都立三鷹高等学校と対戦し1-3で敗れた。
  - 3月にラグビー部が創部。大八木淳史（元ラグビー日本代表）がGMに就任。2008年、創部2年目で全国高校ラグビー初出場を果たした。
- 2021年
  - 女子硬式野球部が第25回全国高等学校女子硬式野球選手権大会で準優勝。
- 2023年
  - 男子硬式野球部が第105回全国高等学校野球選手権大会高知県大会で優勝し、初の全国大会出場[1]。
- 2025年
  - 男子硬式野球部が第107回全国高等学校野球選手権大会高知県大会で優勝し、2年ぶりの全国大会出場。

## 設置学科
全日制課程
- 普通科
  - スポーツコース
  - アントレコース
  - 公務員コース
  - 特別進学コース
- 看護に関する学科
  - 看護学科

## 教育理念
1. 地球市民として必要な国際感覚を養い、国際人として必要なルール・マナーを身につける。
2. 基礎学力の習得と個性を生かす教育を基本に魅力的な授業づくりに取り組み、生徒一人ひとりの希望の進路を達成する。
3. 社会に密着したクラブ活動や体験学習を活発にし、たくましく生きる人間をつくる。
4. 教職員と保護者が日々研鑽をつみ、相互に成長し続ける。

## クラブ活動
2003年頃から、「高知中央高校が、変わる」「中央高校ルネッサンス」をキャッチフレーズとして、大規模な学校改革を実施。改革の柱として、講師を招いて勉学やクラブ活動を活発化させている。成果として、2007年にはサッカー部、バレーボール部、2008年にはラグビー部が全国大会への出場、2023年には男子硬式野球部が夏の全国高等学校野球選手権大会に初出場、2025年に2回目の出場を決めた。
その他の競技においても、国体強化選手等の指定を受ける選手を育成・輩出している。
運動部
- 男子硬式野球部
- 女子硬式野球部
- サッカー部
- バレーボール部
- ラグビー部
- 男子バスケットボール部
- 女子バスケットボール部
- 陸上部

- 硬式テニス部
- 剣道部
- 水泳部
- ゴルフ部
- バドミントン部
- 卓球部
- 少林寺拳法部
- 銃剣道部

文化部
- ダンス部
- 吹奏楽部
- 奇術部
- 軽音楽部

- 放送部
- 書道部
- 美術部
- ピア・サポーターズクラブ
- 頭脳スポーツ部
- クリエイト部

## 著名な出身者

### 政界
- 高野光二郎（元参議院議員）

### スポーツ
- 大﨑万菜（女子バスケットボール選手）
- 岡林裕二（プロレスラー）
- オタボー・ケネス（サッカー選手）
- オニエ・オゴチュクウ（サッカー選手）
- 小松沙季（パラカヌー選手、元バレーボール選手）
- シオネ・マウ（ラグビー選手）
- ジョシュア・ンフォンノボン・テミトペ（女子バスケットボール選手）
- 田川賢吾（プロ野球選手）
- 中西良太（バスケットボール選手）
- 堀内星夜（バスケットボール選手）
- 日隈ジュリアス（プロ野球選手）
- 松本里乃（女子野球選手）
- ンウォコ・マーベラス・アダク・ビクター（女子バスケットボール選手）

### 芸能
- MACK JACK（4人組レゲエグループのメンバー中3人）